# Сідерка
Сідерка (пол. Siderka) — село в Польщі, у гміні Сідра Сокульського повіту Підляського воєводства.
Населення — 172 особи (2011).
У 1975-1998 роках село належало до Білостоцького воєводства.

## Демографія
Демографічна структура станом на 31 березня 2011 року:
|          | Загалом | Допрацездатний вік | Працездатний вік | Постпрацездатний вік |
| -------- | ------- | ------------------ | ---------------- | -------------------- |
| Чоловіки | 91      | 14                 | 63               | 14                   |
| Жінки    | 81      | 17                 | 33               | 31                   |
| Разом    | 172     | 31                 | 96               | 45                   |